# Fluquières
Fluquières é uma comuna francesa na região administrativa de Altos da França, no departamento de Aisne. Estende-se por uma área de 5,24 km². Em 2010 a comuna tinha 224 habitantes (densidade: 42,7 hab./km²).